# Wiro Fagel
Wiro Fagel OCSO (Amsterdam, 12 juli 1934 – Zundert, 3 juli 2022) was een Nederlands trappist en priester van de Rooms-Katholieke Kerk. Van maart 2001 tot maart 2007 was hij abt van Abdij Maria Toevlucht bij Zundert.

## Biografie
Fagel groeide onder zijn doopnaam Dick op in een kinderrijk gezin waar vader een eigen restaurant en later een hotel had. Zijn broers John, Frans, Nico, Ton, Paul, Martin en Gerard Fagel openden als chef-kok meerdere restaurants. 
Dick wilde eerst missionaris worden en trad in bij de missiecongregatie Gezelschap van het Goddelijke Woord in Teteringen.
In 1957 kreeg hij de voorkeur voor een monastiek leven en stapte hij over naar de trappisten en nam de kloosternaam Wiro aan. Op 13 november 1959 deed hij zijn tijdelijke professie, op 7 november 1965 zijn eeuwige gelofte. In 1967 volgde zijn wijding tot diaken en op 22 mei 1971 die tot priester.
In de kloostergemeenschap had hij van 1969 tot 2001 de functie van prior claustralis. Hierin was hij verantwoordelijk voor de geestelijke begeleiding van gasten en het contact met medebroeders.
Op 24 maart 2001 werd hij voor een periode van zes jaar verkozen tot abt van de gemeenschap. Hij volgde abt Jeroen Witkam op, in 2007 werd broeder Wiro opgevolgd door Daniel Hombergen.